# Жиссе-сюр-Уш
Жиссе́-сюр-Уш (фр. Gissey-sur-Ouche) — коммуна во Франции, находится в регионе Бургундия. Департамент коммуны — Кот-д’Ор. Входит в состав кантона Сомбернон. Округ коммуны — Дижон.
Код INSEE коммуны — 21300.

## Население
Население коммуны на 2010 год составляло 364 человека.
| 1962 | 1968 | 1975 | 1982 | 1990 | 1999 | 2010 |
| ---- | ---- | ---- | ---- | ---- | ---- | ---- |
| 158  | 149  | 180  | 211  | 290  | 303  | 364  |

## Экономика
В 2010 году среди 239 человек трудоспособного возраста (15—64 лет) 186 были экономически активными, 53 — неактивными (показатель активности — 77,8 %, в 1999 году было 72,0 %). Из 186 активных жителей работали 170 человек (90 мужчин и 80 женщин), безработных было 16 (11 мужчин и 5 женщин). Среди 53 неактивных 20 человек были учениками или студентами, 22 — пенсионерами, 11 были неактивными по другим причинам.